# 대영 제국 훈장

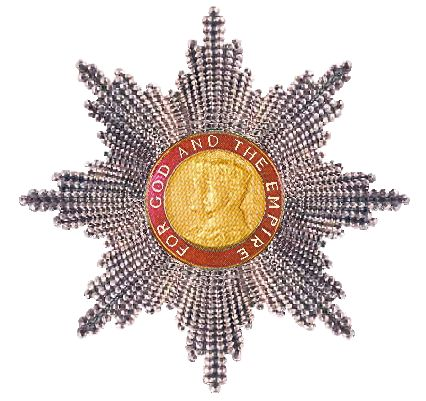
대영 제국 훈장 1등급의 메달

대영 제국 훈장(영어: Order of the British Empire)은 영국 연방의 훈장이다. 시민(Civil) 부문과 군인(Military) 부문으로 나뉘며, 각 부문은 동일하게 5등급으로 구성되어 있다. 각 등급마다 최대 인원수가 정해져 있다.
1917년 6월 4일 조지 5세가 설립했고, 공식 명칭은 'The Most Excellent Order of the British Empire'이다.

## 서훈 대상
1. 영국의 왕을 국가원수로 하는 영국 연방 소속국의 시민권이 있는 사람
2. 1에 해당하지 않으나 영국 연방에 상당한 공헌을 했다고 인정되는 사람(이 경우는 정원외로, 명예 훈장을 받음)

## 등급

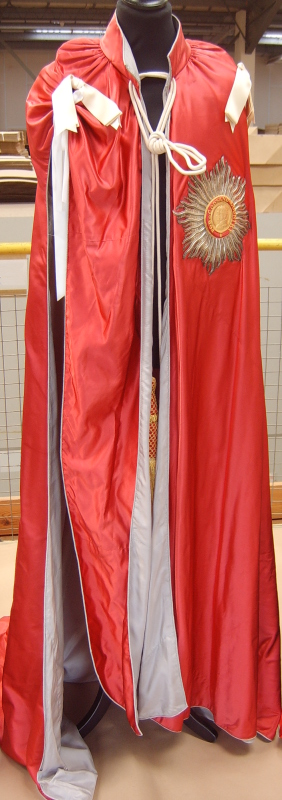
대영 제국 훈장 1등급의 망토(mantle)

높은 급의 훈장부터 나타내면 다음과 같다.
- 1등급: 대영 제국 훈장 대십자 기사·여기사(Knight Grand Cross or Dame Grand Cross of the Most Excellent Order of the British Empire (GBE))
- 2등급: 대영 제국 훈장 사령관 기사·여기사(Knight Commander or Dame Commander of the Most Excellent Order of the British Empire (KBE or DBE))
- 3등급: 대영 제국 훈장 사령관(Commander of the Most Excellent Order of the British Empire (CBE))
- 4등급: 대영 제국 훈장 장교(Officer of the Most Excellent Order of the British Empire (OBE))
- 5등급: 대영 제국 훈장 구성원(Member of the Most Excellent Order of the British Empire (MBE))

### 설명
- 1·2등급 수훈자는 3·4·5등급 수훈자와 구별되어 이름 앞에 남성은 'Sir(경)', 여성은 'Dame(여사)' 칭호를 붙이기 때문에, 대영 제국 훈장 1등급과 2등급은 작위급 훈장으로 본다.

- 3·4·5등급(CBE, OBE, MBE) 훈장을 받거나 훈장을 받은 내역이 없는 사람에게 'Sir' 칭호를 붙이는 경우

1. Knight Bachelor를 별도로 받은 경우
2. 영국 연방의 서훈제도를 잘 몰라서 실수하는 경우
3. 단순한 경의의 표현(~님, ~선생)

### 기사작위
영국 연방에서 다음 서훈을 받은 국민에게는 기사 칭호(Knighthood·Damehood)가 붙고, 이것이 현대에 기사작위로 통용된다.
- 영국 본토의 최고위 훈장인 가터 훈장 · 시슬 훈장 · 세인트패트릭 훈장
- 대영 제국 훈장 등 영국 연방의 훈장 중 일부 최상위 등급(보통 1·2등급)
- Knight Bachelor

### Knight Bachelor
대영 제국 훈장과는 별도로 운영되는 서훈 체계로 Knight Bachelor가 있다. 중세부터 이어온 기사 서임의 전통이 이어진 것으로, 영국 연방에 속하면서 영국의 왕을 국가원수로 하는 나라의 시민권이 있는 남성이 받을 수 있다. 이것을 받은 사람에게도 이름 앞에 'Sir(경)'를 붙인다. 이 훈격에 해당하는 여성 시민권자에게는 대영 제국 훈장 여성 2등급(DBE) 등 2등급 훈장을 주어 이름 앞에 'Dame(여사)'을 붙이도록 한다.
Knight Bachelor를 받은 후에도 지속적인 공헌을 했음이 인정되면 1등급이나 2등급 작위급 훈장을 받을 수 있다. 따라서 Knight Bachelor는 2등급과 3등급의 사이 정도로 2등급 작위급 훈장에 준하는 서훈이라 할 수 있다.
Knight Bachelor를 받은 사실은 통상적으로 이름 앞에만 'Sir'를 붙임으로 나타내며, 이름 뒤에 굳이 표기해야 할 때는 'Kt'로 적는다.
스코틀랜드의 축구 감독 알렉스 퍼거슨은 1985년에 대영 제국 훈장 4등급(OBE)을 받고 1995년에는 대영 제국 훈장 3등급(CBE)을 받은 뒤, 1999년 Knight Bachelor에 서임되어 기사가 되었다. 훈장만으로는 'Sir' 칭호를 붙일 수 없었지만 Knight Bachelor를 별도로 받았기 때문에 'Sir'를 붙일 수 있게 된 것이다. 이에 따라 알렉스 퍼거슨의 전체 이름(full name)은 'Sir Alexander Chapman Ferguson, CBE'가 된다.
그러나 잉글랜드의 축구 선수 데이비드 베컴은 2003년에 대영 제국 훈장 4등급(OBE)을 받고 그 이후 1등급이나 2등급으로의 훈위 승급이나 Knight Bachelor 서임이 이루어지지 않았다. 따라서 베컴에게는 'Sir' 칭호가 붙지 않는다.

## 명예 훈장
외국인은 정식 훈장이 아닌 명예 훈장을 받는다.
명예 훈장은 정식 훈장과는 다르게 정원에 관계없이 받을 수 있다. 또한 훈장의 등급이 1등급이나 2등급이더라도 기사단 명단에 포함되지 않는다. 외국인이 영국의 군주에게 기사 서임을 받아 영국의 전통 양식에 따를 필요가 없기 때문이다.
따라서 명예 훈장을 받은 사람에게는 훈장의 등급이 1등급이나 2등급이더라도 기사 칭호를 붙이지 않는다. 다만 이름 뒤에 훈장의 등급명만을 명기할 수는 있다.
예시로 미국 시민인 빌 게이츠가 2005년 대영 제국 훈장 명예 2등급(honorary KBE)을 받아 그의 전체 이름 'William Henry "Bill" Gates Ⅲ' 뒤에 'KBE'가 붙어 'William Henry "Bill" Gates Ⅲ, KBE'가 되었다.
다만, 대영 제국 훈장 명예 1등급이나 명예 2등급 수훈자가 영국 연방 소속 국가의 시민권을 등록할 경우 이 훈장은 기사단 명단에 포함되어(substantive) 기사 칭호를 정식으로 받을 수 있다.

## 주해
1. ↑  여기서는 '영국의 왕을 국가원수로 하는 영국 연방 소속국의 시민권'이 없는 사람을 지칭한다.
2. ↑  만약 정식 훈장을 받은 경우였다면 전체 이름이 'Sir William Henry Bill Gates Ⅲ, KBE'가 된다.
3. ↑  조지 숄티(1972년 영국 시민권 등록), 예후디 메뉴인(1985년 영국 시민권 등록)이 이에 해당한다.